# Lemmes
Lemmes je francouzská obec v departementu Meuse v regionu Grand Est. Žije zde 236 obyvatel.

## Poloha obce

### Sousední obce
| Růžice kompasu | Les Souhesmes-Rampont |         | Landrecourt-Lempire    | Růžice kompasu |
| Růžice kompasu | Vadelaincourt         | Sever   |                        | Růžice kompasu |
| Růžice kompasu | Vadelaincourt         | Lemmes  |                        | Růžice kompasu |
| Růžice kompasu | Vadelaincourt         | Jih     |                        | Růžice kompasu |
| Růžice kompasu | Osches                | Souilly | Senoncourt-les-Maujouy | Růžice kompasu |